# Nati nel 1705
| Questa pagina contiene informazioni ricavate automaticamente dalle voci biografiche con l'ausilio del template Bio e di un bot. L'aggiornamento è periodico e automatico e ricostruisce completamente la pagina. Se manca una persona in questa lista, sei pregato di non aggiungerla, ma accertati piuttosto che la sua voce biografica contenga il template Bio e che i dati anagrafici siano correttamente compilati. Se il template Bio manca, inseriscilo tu stesso o, in alternativa, metti l'avviso {{tmp\|Bio}} che ne segnala la mancanza. Se i dati riportati sono sbagliati, correggi direttamente la voce biografica; le modifiche saranno visibili in questa lista entro pochi giorni. Per chiarimenti vedi il progetto biografie. La lista contiene solo le 100 persone che sono citate nell'enciclopedia e per le quali è stato implementato correttamente il template Bio. Pagina aggiornata al 2 lug 2025. |

## Gennaio(6)
- 2 gennaio - Amadio Baldanzi, presbitero e medico italiano († 1789)
- 8 gennaio - Jacques-François Blondel, architetto e urbanista francese († 1774)
- 14 gennaio - Jean Baptiste Charles Bouvet de Lozier, navigatore e esploratore francese († 1786)
- 15 gennaio - Ludovico Gruno d'Assia-Homburg, generale e nobile tedesco († 1745)
- 21 gennaio - Isaac Hawkins Browne, politico e poeta inglese († 1760)
- 24 gennaio - Farinelli, cantante castrato italiano († 1782)

## Febbraio(6)
- 7 febbraio - Michele Scavo, vescovo cattolico italiano († 1771)
- 15 febbraio - Charles-André van Loo, pittore francese († 1765)
- 16 febbraio - Bonifacio Finetti, filosofo e linguista italiano († 1782)
- 20 febbraio - Nicolas Chédeville, oboista e compositore francese († 1782)
- 21 febbraio - Edward Hawke, I barone Hawke, ammiraglio britannico († 1781)
- 24 febbraio - Salvatore Andreani, vescovo cattolico italiano († 1784)

## Marzo(9)
- 1º marzo - Luigi II Sanseverino, nobile e funzionario italiano († 1772)
- 2 marzo - Agostino Giuffrida, medico italiano († 1777)
- 2 marzo - William Murray, I conte di Mansfield, magistrato e politico britannico († 1793)
- 9 marzo - Tommaso Temanza, architetto, ingegnere idraulico e scrittore italiano († 1789)
- 12 marzo - Noël Jourda, generale francese († 1788)
- 21 marzo - Lorenz Natter, medaglista tedesco († 1763)
- 22 marzo - Nicolas-Sébastien Adam, scultore francese († 1778)
- 27 marzo - Matias Aires Ramos, filosofo e scrittore portoghese († 1763)
- 31 marzo - Sofia Carolina di Brandeburgo-Kulmbach, principessa tedesca († 1764)

## Aprile(3)
- 19 aprile - Francesco Corselli, compositore italiano († 1778)
- 23 aprile - Carlo Malinconico, pittore italiano
- 25 aprile - Giovanni Molin, cardinale e vescovo cattolico italiano († 1773)

## Maggio(3)
- 5 maggio - John Campbell, IV conte di Loudoun, generale britannico († 1782)
- 22 maggio - Giulia Chiteria Caracciolo, nobile spagnola († 1756)
- 23 maggio - Karim Khan, persiano († 1779)

## Giugno(6)
- 1º giugno - Carl Marcus Tuscher, pittore, scultore e architetto tedesco († 1751)
- 10 giugno - Carlo Federico Alberto di Brandeburgo-Schwedt, principe e militare tedesco († 1762)
- 10 giugno - Tommaso Scipioni, giurista italiano († 1755)
- 10 giugno - Sforza Giuseppe Sforza Cesarini, III principe di Genzano, militare e ambasciatore italiano († 1744)
- 27 giugno - Claude-Henry Feydeau de Marville, politico, magistrato e nobile francese († 1787)
- 30 giugno - Cesare Crescenzio de Angelis, vescovo cattolico italiano († 1765)

## Luglio(3)
- 7 luglio - Filippo Finazzi, compositore e cantante castrato italiano († 1776)
- 12 luglio - Antonio Maria Franci, vescovo cattolico italiano († 1790)
- 31 luglio - Giorgio Domenico Fossati, architetto, incisore e scrittore svizzero († 1785)

## Agosto(4)
- 8 agosto - Gustaaf Willem van Imhoff, politico olandese († 1750)
- 18 agosto - Louis Phélypeaux de Saint-Florentin, politico e nobile francese († 1777)
- 27 agosto - Ludovico Therin Bonesio, vescovo cattolico italiano († 1780)
- 30 agosto - David Hartley, psicologo e filosofo britannico († 1757)

## Settembre(9)
- 5 settembre - Elisabetta Alessandrina di Borbone-Condé, nobile francese († 1765)
- 7 settembre - Matthäus Günther, pittore tedesco († 1788)
- 10 settembre - Andrea Sciortino, missionario italiano († 1772)
- 18 settembre - Sarah Cadogan, nobildonna inglese († 1751)
- 23 settembre - Giuseppe d'Assia-Rotenburg, principe tedesco († 1744)
- 24 settembre - Leopold Joseph von Daun, generale austriaco († 1766)
- 27 settembre - Michel-Ange Slodtz, scultore francese († 1758)
- 28 settembre - Henry Fox, I barone Holland, politico inglese († 1774)
- 28 settembre - Johann Peter Kellner, compositore e organista tedesco († 1772)

## Ottobre(5)
- 3 ottobre - Jacques-Joachim Trotti de La Chétardie, diplomatico francese († 1759)
- 4 ottobre - Giuseppe Maria Castelli, cardinale italiano († 1780)
- 23 ottobre - Maximilian Ulysses Browne, militare irlandese († 1757)
- 29 ottobre - Gerhard Friedrich Müller, esploratore, storico e etnografo tedesco († 1783)
- 31 ottobre - Papa Clemente XIV, papa, vescovo cattolico e cardinale italiano († 1774)

## Novembre(6)
- 5 novembre - Louis-Gabriel Guillemain, compositore e violinista francese († 1770)
- 16 novembre - Isidoro Sánchez de Luna, arcivescovo cattolico italiano († 1786)
- 21 novembre - Leopoldo Andrea Guadagni, giurista italiano († 1785)
- 23 novembre - Thomas Birch, storico e presbitero inglese († 1766)
- 24 novembre - Christian Moritz von Königsegg-Rothenfels, nobile e militare tedesco († 1778)
- 26 novembre - Giulio Cesare Colonna di Sciarra, V principe di Carbognano, principe italiano († 1787)

## Dicembre(8)
- 1º dicembre - Jan Chryzostomus Neruda, violinista e direttore di coro ceco († 1763)
- 2 dicembre - Bernardino Moscati, chirurgo, anatomista e ginecologo italiano († 1798)
- 9 dicembre - Faustina Pignatelli, fisica e matematica italiana († 1769)
- 13 dicembre - Alfonso Varano, poeta e drammaturgo italiano († 1788)
- 14 dicembre - Wiguläus von Kreittmayr, giurista e funzionario tedesco († 1790)
- 16 dicembre - Gherardo degli Angioli, poeta italiano († 1783)
- 16 dicembre - Andrea Basili, compositore italiano († 1777)
- 20 dicembre - Antonio Palomba, librettista e poeta italiano († 1769)

## Senza giorno specificato(32)
- Domenico Annibali, contraltista italiano († 1779)
- Louis Archimbaud, compositore e organista francese († 1789)
- Simon Bourguet, artigiano francese († 1775)
- Giacomo Bonavia, scultore, pittore e urbanista italiano († 1759)
- Giovanni Cadonici, storico e scrittore italiano († 1786)
- Andrea Casali, pittore italiano († 1784)
- Carl Wilhelm Cederhielm, nobile svedese († 1769)
- Egidio Dall'Oglio, pittore italiano († 1784)
- Jean-Baptiste Dehesse, danzatore e coreografo francese († 1779)
- Henry Dillon, XI visconte Dillon, irlandese († 1787)
- Vincenzo Fato, pittore italiano († 1788)
- Hieronymus David Gaubius, medico e chimico tedesco († 1780)
- Giovanni Giacomo Grimaldi, doge († 1777)
- Charles Jacob Guillemain, commediografo francese († 1770)
- Henry Vane, I conte di Darlington, politico inglese († 1758)
- Emmanuel Héré de Corny, architetto francese († 1763)
- Charles Labelye, matematico e ingegnere svizzero († 1762)
- Marianne Loir, pittrice francese († 1783)
- Matteo Lucchesi, ingegnere e architetto italiano († 1776)
- Scipione Manni, pittore italiano († 1770)
- Georg-Michael Moser, incisore svizzero († 1783)
- Jón Ólafsson da Grunnavík, letterato islandese († 1779)
- Pellegro Parodi, pittore italiano
- Abate Pico della Mirandola, nobile e politico italiano († 1787)
- Alessandro Pompei, architetto, pittore e scrittore italiano († 1772)
- Leopoldo Retti, architetto italiano († 1751)
- Philip Stamma, scacchista e compositore di scacchi siriano († 1755)
- Vasilij Ivanovič Suvorov, generale russo († 1775)
- Dick Turpin, criminale inglese († 1739)
- Ridolfino Venuti, storico, archeologo e numismatico italiano († 1763)
- Christian Wolff, compositore tedesco († 1773)
- Đoàn Thị Điểm, poetessa vietnamita († 1748)